# Tipula (Schummelia) friendi
Tipula (Schummelia) friendi is een tweevleugelige uit de familie langpootmuggen (Tipulidae). De soort komt voor in het Nearctisch gebied.